# فيكتور تسيهانكوف
فيكتور تسيهانكوف (أوكرانية: Віктор Віталійович Циганков؛ مواليد 15 نوفمبر 1997) هو لاعب كرة قدم أوكراني محترف يجيد اللعب في خط الوسط لصالح نادي دينامو كييف. ولد في نهاريا، إسرائيل حيث كان والده يلعب كلاعب كرة قدم. حقق أول ظهور له في الدوري الأوكراني الممتاز مع دينامو في 14 أغسطس 2016، في مباراة ضد نادي ستال كاميانسكي.

## أهدافه الدولية
| #  | التاريخ         | المكان                                             | المشاركة | الخصم            | الهدف | النتيجة | المسابقة                       |
| -- | --------------- | -------------------------------------------------- | -------- | ---------------- | ----- | ------- | ------------------------------ |
| 1  | 25 مارس 2019    | ملعب يوسي بارثيل، مدينة لوكسمبورغ، لوكسمبورغ       | 13       | لوكسمبورغ        | 1–1   | 2–1     | تصفيات بطولة أمم أوروبا 2020   |
| 2  | 7 يونيو 2019    | أرينا لفيف، لفيف، أوكرانيا                         | 14       | صربيا            | 1–0   | 5–0     | تصفيات بطولة أمم أوروبا 2020   |
| 3  | 7 يونيو 2019    | أرينا لفيف، لفيف، أوكرانيا                         | 14       | صربيا            | 2–0   | 5–0     | تصفيات بطولة أمم أوروبا 2020   |
| 4  | 7 أوكتوبر 2020  | ستاد دو فرانس، باريس، فرنسا                        | 22       | فرنسا            | 1–4   | 1–7     | ودية                           |
| 5  | 13 أوكتوبر 2020 | مجمع أولمبيسكي الوطني الرياضي، كييف، أوكرانيا      | 24       | إسبانيا          | 1–0   | 1–0     | دوري الأمم الأوروبية 2020–21 أ |
| 6  | 23 ماي 2021     | مجمع مقاطعة ميتاليست الرياضي، خاركيف، أوكرانيا     | 25       | البحرين          | 1–1   | 1–1     | ودية                           |
| 7  | 8 يونيو 2022    | ملعب أفيفا، دبلن، أيرلندا                          | 38       | جمهورية أيرلندا  | 1–0   | 1–0     | دوري الأمم الأوروبية 2022–23   |
| 8  | 12 يونيو 2023   | ملعب فيسير شتاديون، بريمن، ألمانيا                 | 45       | ألمانيا          | 1–1   | 3–3     | ودية                           |
| 9  | 12 يونيو 2023   | ملعب فيسير شتاديون، بريمن، ألمانيا                 | 45       | ألمانيا          | 3–1   | 3–3     | ودية                           |
| 10 | 16 يونيو 2023   | ملعب فيليب الثاني أرينا، إسكوبيه، مقدونيا الشمالية | 46       | مقدونيا الشمالية | 3–2   | 3–2     | تصفيات بطولة أمم أوروبا 2024   |
| 11 | 19 يونيو 2023   | ملعب أنطون مالاتينسكي، ترنافا، سلوفاكيا            | 47       | مالطا            | 1–0   | 1–0     | تصفيات بطولة أمم أوروبا 2024   |
| 12 | 26 مارس 2024    | ملعب مييسكي، فروتسلاو، بولندا                      | 51       | آيسلندا          | 1–1   | 2–1     | تصفيات بطولة أمم أوروبا 2024   |
| 13 | 11 يونيو 2024   | ملعب زيمبرو، كيشيناو، مولدوفا                      | 54       | مولدوفا          | 2–0   | 4–0     | ودية                           |

## روابط خارجية
- فيكتور تسيهانكوف على موقع الاتحاد الأوربي (الإنجليزية)
- فيكتور تسيهانكوف على موقع اتحاد أوكرانيا (الإنجليزية)
- فيكتور تسيهانكوف على موقع قاعدة بيانات كرة القدم.إي يو (الإنجليزية)
- فيكتور تسيهانكوف على موقع ناشيونال فوتبول تيمز (الإنجليزية)
- فيكتور تسيهانكوف على موقع Soccerbase.com (لاعب) (الإنجليزية)
- فيكتور تسيهانكوف على موقع Soccerway.com (الإنجليزية)
- فيكتور تسيهانكوف على موقع عالم كرة القدم.نت (الإنجليزية)
- فيكتور تسيهانكوف على موقع AS.com (الإسبانية)